# Lõhavere
Lõhavere est un village de la commune de Põhja-Sakala (jusqu'en 2017 commune de Suure-Jaani) du comté de Viljandi en Estonie.
Au 31 décembre 2011, il comptait 46 habitants.